# Montserrat Mindan i Cortada
Montserrat Mindan i Cortada (Barcelona, 29 de desembre de 1963) és una política catalana. Viu a Roses des dels 16 anys i és diplomada en empreses i activitats turístiques. Ha treballat en el sector del turisme i de l'hostaleria, així com a joiera a la botiga de la seva mare.
Des de 1999 és regidora de Convergència Democràtica de Catalunya i el Partit Demòcrata Europeu Català a l'Ajuntament de Roses. Va accedir a l'alcaldia de la vila de Roses en substitució de Carles Pàramo l'any 2013, càrrec que va revalidar a les eleccions dels anys 2015 i 2019. El 2015 va accedir al càrrec gràcies al pacte amb Gent del Poble de Roses i el 2019 pel Pacte de Canyelles amb ERC i Gent del Poble de Roses, pel qual seria alcaldessa fins al 2021, moment en què seria substituïda pel cap de llista d'ERC. Va ser imputada per haver donat suport al referèndum sobre la independència de Catalunya de 2017, però el jutjat penal número 1 de Figueres va dictar la seva absolució en no trobar proves sobre la seva suposava vinculació en l'organització de la votació.
El juliol de 2018 va accedir a la presidència del Consell Comarcal de l'Alt Empordà, de la qual n'era consellera des de 2007, en substitució de Ferran Roquer, càrrec que va mantenir fins al juliol de 2019, quan va ser substituïda per Sònia Martínez. El mateix mes va prendre possessió com a diputada de la Diputació de Girona.
El 2020 va abandonar el Partit Demòcrata i va començar a militar a Junts per Catalunya.